# الاحتلال الألماني للكسمبورغ خلال الحرب العالمية الأولى

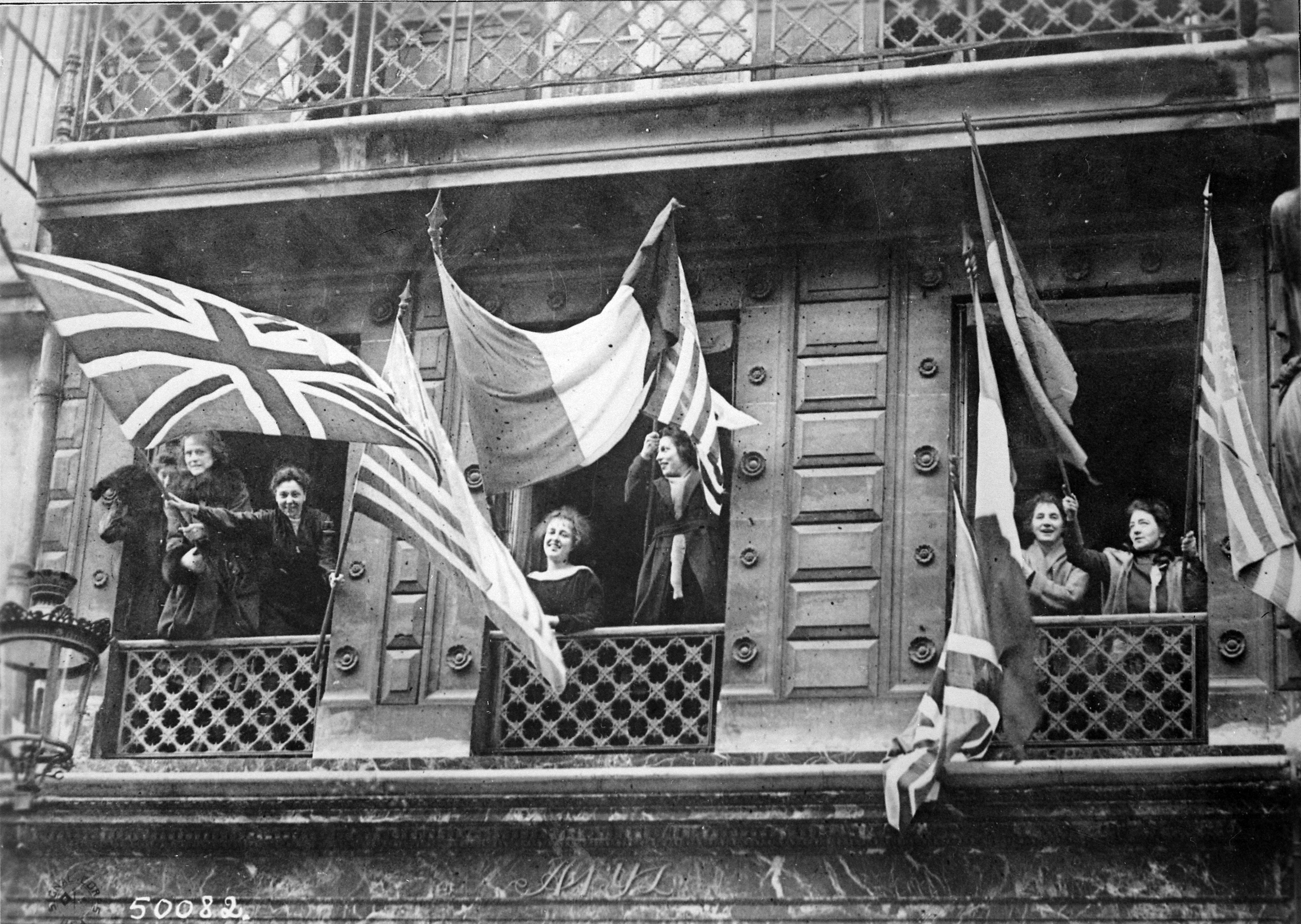
لوكسمبورغيون يحتفلون بتحرير بلادهم ويرحبون بوصول جنود الحلفاء بعد الهدنة، نوفمبر 1918

كان الاحتلال الألماني للوكسمبورغ في الحرب العالمية الأولى أول احتلالين عسكريين من دوقية لوكسمبورغ الكبرى على يد ألمانيا في القرن العشرين. ومنذ أغسطس 1914 وحتى نهاية الحرب العالمية الأولى في 11 نوفمبر 1918، كانت لوكسمبورغ تحت احتلال تام من جانب الإمبراطورية الألمانية. وبررت الحكومة الألمانية الاحتلال بالإشارة إلى ضرورة دعم جيوشها في فرنسا المجاورة بالرغم من أن الكثير من اللوكسمبورغيين المعاصرين والحاليين قد فسروا الاجراءات الألمانية بخلاف ذلك.
وخلال هذه الفترة، سُمح للكسمبورغ بالاحتفاظ بحكومتها ونظامها السياسي، ولكن وجود الجيش الألماني ألقى بظلاله على كل الإجراءات. وعلى الرغم من التشتت الشديد للاحتلال، حاول أهل لوكسمبورج أن يعيشوا حياتهم على أكمل وجه. وقد حاولت الأحزاب السياسية التركيز على أمور أخرى، مثل الاقتصاد والتعليم والإصلاح الدستوري.
وقد زادت البيئة السياسية الداخلية تعقيدا بوفاة بول إيشين، الذي كان رئيسا للوزراء لمدة 27 عاما. ومع وفاته جاءت سلسلة من الحكومات التي لم تدم طويلا، والتي بلغت ذروتها في التمرد، والاضطرابات الدستورية بعد انسحاب الجنود الألمان.

## خلفية
منذ معاهدة لندن في عام 1867، كانت لوكسمبورغ دولة محايدة بوضوح. فقد شهدت أزمة لوكسمبورغ إحباط بروسيا لمحاولة فرنسا شراء الدوقية الكبرى من هولندا. وكان مستشار بروسيا آنذاك أوتو فون بيسمارك قد تقبل حياد لوكسمبورغ، الذي تباهى قائلا: «في مقابل قلعة لوكسمبورغ، تم تعويضنا عن طريق حياد البلاد، وضمان الحفاظ على هذا الحياد إلى الأبد».
ففي يونيو 1914، اغتيل الأرشيدوق فرانز فرديناند، وريث عروش الإمبراطورية النمساوية المجرية، على يد القوميين السلافيين، الأمر الذي أدى إلى تدهور مفاجئ في العلاقات بين النمسا-المجر وصربيا. فقد حظيت الإمبراطورية الألمانية بدعم الإمبراطورية النمساوية المجرية، في حين حظيت صربيا بدعم الإمبراطورية الروسية. وفي 28 يوليو، هاجمت الإمبراطورية النمساوية المجرية صربيا التي تتطلب بدورها تعبئة روسيا، ومن ثم ألمانيا، بفضل مسؤولياتها بموجب التحالف المزدوج.

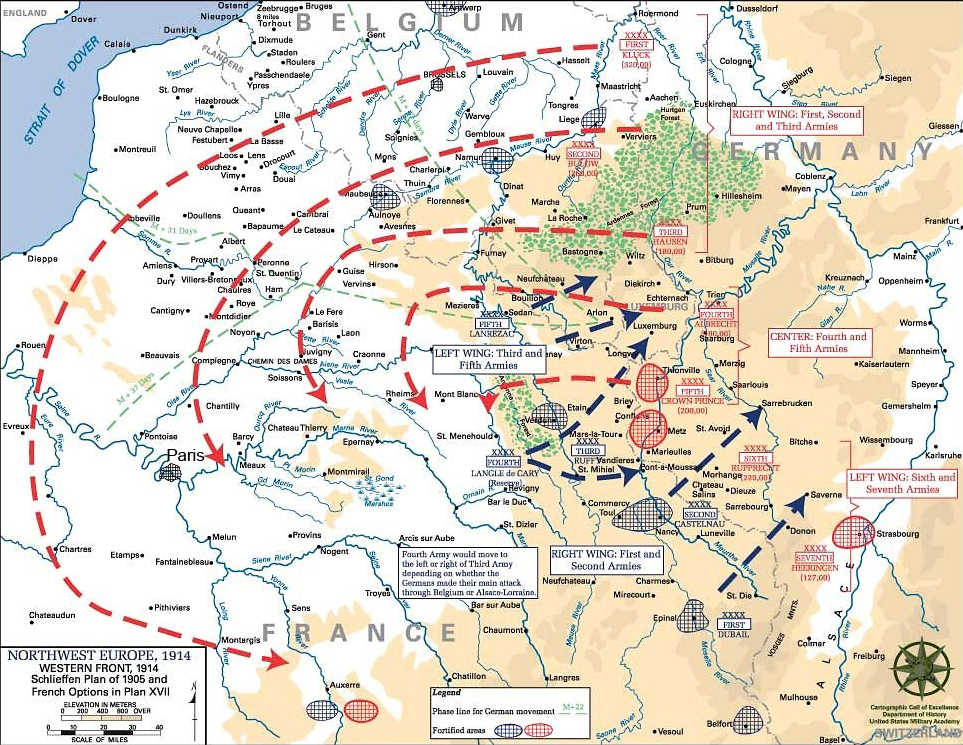
بموجب خطة شليفن، سعت ألمانيا إلى تجاوز الدفاعات الفرنسية من خلال التحرك عبر لوكسمبورغ وبلجيكا.

ومع ترقب ألمانيا لإعلان الحرب الانتقامي من جانب أقرب حلفاء روسيا في الغرب، فرنسا، سارعت إلى تنفيذ خطة شليفن. وبموجب هذه الاستراتيجية العسكرية، التي صاغها كونت شليفن في عام 1905، فإن ألمانيا كانت لتشن هجوما صاعقا على فرنسا من خلال الدول المنخفضة التي لا تقوى على الدفاع. وهذا من شأنه اللاتفاف على الدفاعات الفرنسية الرئيسية، المرتبة في الجنوب. وسوف يكون بوسع الجيش الألماني تطويق باريس، وإرغام فرنسا على الاستسلام، وتحويل انتباهه الكامل إلى الجبهة الشرقية.
فمنذ ستينيات القرن التاسع عشر، كان أهل لوكسمبورغ على وعي تام بالطموح الألماني، وكانت حكومة لوكسمبورغ مدركة تمام الإدراك للآثار المترتبة على خطة شليفن. في عام 1911، كلف رئيس الوزراء بول إيشين مهندسا بتقييم شبكة السكك الحديدية الغربية في ألمانيا، وخاصة احتمالات احتلال ألمانيا للكسمبورغ لتلبية احتياجاتها اللوجستية لحملة في فرنسا. فضلا عن ذلك، ونظرا للروابط العرقية واللغوية القوية بين لوكسمبورغ وألمانيا، فقد خشي أن تسعى ألمانيا إلى ضم لوكسمبورغ إلى إمبراطوريتها. واستهدفت حكومة لوكسمبورغ تجنب ذلك من خلال التأكيد مجددا على حياد البلاد.

## الغزو
أعلنت ألمانيا الحرب على روسيا في 1 أغسطس من عام 1914. أدخلت ألمانيا خطة شليفن حيز التنفيذ مع اندلاع الحرب مع جارتها الشرقية، لتتحقق عندها مخاوف حكومة لوكسمبورغ. لم تكن لوكسمبورغ في البداية سوى نقطة عبور لجيش ألبرشت فون فورتمبرغ الرابع عبر أحد خطوط السكك الحديدية الواصلة بين شمال راينلاند وفرنسا عبر ترويسفيرجيس، في أقصى شمال لوكسمبورغ، ليصبح الاستخدام غير المصرح به لمحطة ترويسفيرجيس أول انتهاك ألماني لسيادة لوكسمبورغ وحيادها. احتج إيشن على ذلك، لكنه لم يفعل شيئًا لمنع التوغل الألماني.
شنت ألمانيا غزوًا كاملًا للوكسمبورغ في اليوم التالي، في الوقت الذي كانت فيه القوات الفرنسية ما تزال بعيدة عن الحدود الألمانية. بدأ الجنود الألمان بالتحرك عبر جنوب شرق لوكسمبورغ ليعبروا نهر موزيل في ريميتش وفاسيربيليغ، ثم اتجهوا نحو العاصمة لوكسمبورغ. نُشر عشرات الآلاف من الجنود الألمان في لوكسمبورغ في تلك الساعات الأربعة والعشرين (على الرغم من أن حكومة الدوقية الكبرى قد اعترضت على كل الأعداد التي اقتُرحت). أمرت الدوقة الكبرى ماري أديلايد ألا يبدي جيش الدوقية الصغير -الذي كان أقل من جندي400- أي مقاومة. التقى كل من إيشن والدوقة الكبرى بالقائد الألماني الأوبرست ريتشارد كارل فون تسمار بعد ظهر 2 أغسطس على جسر أدولف بمدينة لوكسمبورغ، رمز حداثة لوكسمبورغ. احتجا بشكل معتدل في البداية، ولكن قبِل في نهاية المطاف كل من الدوقة الكبرى ورجل الدولة المسن الحكم العسكري الألماني على أنه أمر لا مفر منه.

برر المستشار الألماني تيوبالت فون بتمان هولفيغ في 2 أغسطس الاحتلال الكامل للوكسمبورغ من حيث الضرورة العسكرية بحجة استعداد فرنسا لغزو لوكسمبورغ نفسها. رفض الوكيل الوزاري الفرنسي في لوكسمبورج هذه الحجة، مدعيًا أن فرنسا لن تفكر في انتهاك حياد لوكسمبورغ ما لم تفعل ألمانيا ذلك أولاً. حاول بتمان هولفيغ إثبات أسف بلاده من خلال عرض تعويض للوكسمبورغ عن الخسائر التي تكبدتها بسبب الوجود الألماني العسكري فيها. أخبر بتمان هولفيغ الرايخستاغ في 4 أغسطس:
«لقد اضطررنا إلى تجاهل احتجاجات لوكسمبورغ والحكومة البلجيكية المحقة. سنقوم بتعويض هذا الإجحاف بمجرد تحقيق هدفنا العسكري».
على أي حال، بدأ المستشار في إعادة النظر في تصريحاته عندما بدا أن ألمانيا كانت على وشك النصر. دعا بتمان هولفيج في برنامج سبتمبر الخاص به إلى أن تصبح لوكسمبورغ ولاية فيدرالية ألمانية، ولفرض هذه النتيجة على شعب لوكسمبورغ بمجرد تحقيق ألمانيا الفوز على الوفاق الثلاثي. ومع ذلك، أوقف البريطانيون والفرنسيون التقدم الألماني في معركة المارن الأولى في منتصف سبتمبر، ما أدى إلى استمرار الاحتلال الألماني إلى أجل غير مسمى.

## الحواشي
1. ↑  Speech by Bismarck to the North German Reichstag (in German), 27 September 1867.
2. ↑  باللغة الفرنسية Operational Intelligence Report. 24 September 1911. Retrieved on 23 July 2006. نسخة محفوظة 22 ديسمبر 2006 على موقع واي باك مشين.
3. ↑  Luxembourg Railways Intelligence Report نسخة محفوظة 15 يناير 2019 على موقع واي باك مشين.
4. ↑  Thewes (2003), p. 56
5. ↑  Telegram from Eyschen to Jagow (in German), 1 August 1914.
6. ↑  Telegram from Eyschen to assorted foreign ministers (in French), 2 August 1914.
7. ↑  Speech by Eyschen to the Luxembourg Chamber of Deputies (in French), 3 August 1914.
8. ↑  Gaul، Roland. "The Luxembourg Army". مؤرشف من الأصل في 2006-08-22. اطلع عليه بتاريخ 2006-07-23.
9. ↑  O'Shaughnessy (1932), p. 155
10. ↑  Speech by Bethmann-Hollweg to the German Reichstag (in German), 4 August 1914.
11. ↑  باللغة الألمانية Septemberprogramm des Reichskanzlers Theobald von Bethmann-Hollweg. 9 September 1914. Retrieved on 23 July 2006. نسخة محفوظة 13 سبتمبر 2014 على موقع واي باك مشين.